# Neophylax maculatus
Neophylax maculatus är en nattsländeart som först beskrevs av Karl-Herman Forsslund 1935.  Neophylax maculatus ingår i släktet Neophylax och familjen Uenoidae. Inga underarter finns listade i Catalogue of Life.